# Pete Welding
Peter John Welding (* 15. November 1935 in Philadelphia, Pennsylvania; † 17. November 1995 in Rancho Cucamonga, Kalifornien) war ein US-amerikanischer Musikhistoriker und -produzent vor allem im Bereich Jazz und Blues.

## Biografie
Geboren am 15. November 1935 in Philadelphia, arbeitete Welding als Journalist für das Jazz-Magazin Down Beat und gelegentlich freiberuflich für andere Publikationen, darunter die Zeitschrift Rolling Stone. 1962 zog er nach Chicago und gründete, inspiriert von Bob Koester bei Delmark Records, 1963 Testament Records, um Aufnahmen von Blues- und Black-Folk-Songs herauszugeben.
Als Produzent betreute Welding unter anderem Blind Connie Williams, Big Joe Williams, Robert Nighthawk, Peg Leg Howell, Doctor Ross, Mississippi Fred McDowell, J. B. Hutto, Bo Diddley, Otis Spann, Jean-Luc Ponty, Charlie Musselwhite und The Jazz Crusaders und Johnny Shines. Er war dafür bekannt, Talente an ungewöhnlichen Orten zu entdecken. 1961, als er für ein Album über Straßensänger aus Philadelphia recherchierte, wurde er von Herb Gart angesprochen und auf den Bluessänger Doug Quattlebaum aufmerksam gemacht, der einen „Mister Softee“-Eiswagen fuhr und mit seiner Gitarre, die an das Verstärkersystem des Wagens angeschlossen war, die Kinder mit seinem Blues unterhielt! Dies führte zur Aufnahme des Albums Softee Man Blues. 1968 war Welding zusammen mit Nick Gravenites und Harvey Brooks Co-Produzent des Debütalbums von Quicksilver Messenger Service.
Welding steuerte auch Liner Notes zu einer Vielzahl von Alben bei, darunter viele von Frank Sinatras Veröffentlichungen für Capitol Records. 1993 war Welding zusammen mit Lawrence Cohn für die Liner Notes zu Roots N’ Blues: The Retrospective (1925–1950) für einen Grammy Award nominiert. Cohn und Welding hatten auch Leadbelly (Live in Concert) produziert, das 1973 für einen Grammy nominiert worden war.
Der Fotograf Raeburn Flerlage, der eng mit Welding bei Down Beat zusammenarbeitete, erinnerte sich an Welding als bescheiden, aber selbstbewusst, mit einem beeindruckenden Vokabular und einem ausgefallenen Sinn für Humor. Pete Welding starb am 17. November 1995 im Alter von 60 Jahren in seinem Haus in Rancho Cucamonga, Kalifornien, an den Folgen eines Herzinfarkts. Er wurde 1996 posthum in die Blues Hall of Fame aufgenommen.